# フォルガリーア・ネル・フリウーリ
フォルガリーア・ネル・フリウーリ（伊: Forgaria nel Friuli）は、イタリア共和国フリウリ＝ヴェネツィア・ジュリア州ウーディネ県にある、人口約1,700人の基礎自治体（コムーネ）。

## 地理

### 位置・広がり

#### 隣接コムーネ
隣接するコムーネは以下の通り。括弧内のPNはポルデノーネ県所属を示す。
- マヤーノ
- オゾッポ
- ピンツァーノ・アル・タリアメント (PN)
- ラゴーニャ
- サン・ダニエーレ・デル・フリウーリ
- トラザーギス
- ヴィート・ダージオ (PN)

### 気候分類・地震分類
フォルガリーア・ネル・フリウーリにおけるイタリアの気候分類 (it) および度日は、zona E, 2613 GGである。
また、イタリアの地震リスク階級 (it) では、zona 1 (sismicità alta) に分類される。

## 行政

### 分離集落
フォルガリーア・ネル・フリウーリには、以下の分離集落（フラツィオーネ）がある。
- Cornino, Flagogna, San Rocco